# Isola di Capo Passero
Die Isola di Capo Passero ist eine kleine, flache und unbewohnte Insel im Südosten Siziliens, rund 300 m vor der Küste des Ionischen Meers. Sie gehört zum Territorium der Gemeinde Portopalo di Capo Passero und ist nach dem gleichnamigen Kap (dt. ‚Spatzen-Kap‘) an ihrer Ostspitze benannt. Sie war früher eine Halbinsel, die durch einen sandigen Isthmus mit der sizilianischen Hauptinsel verbunden war. Sie misst etwa 1300 mal 500 Meter und bedeckt eine Fläche von rund 37 Hektar.
Am Südwestzipfel der Insel befindet sich ein kleiner Sandstrand, der im Sommer zum Baden benutzt wird. Im Westen finden sich Reste von Häusern der Thunfisch-Fischerei, die auf das 13. Jahrhundert zurückgehen, aber heute verlassen sind. Die Nord- und Ostküste sind felsig und zerklüftet und bergen einige Grotten, unter ihnen die Grotta del Polipo. Hier gibt es auch einige unterseeische Felsen.
Die Reste einer unter Karl V., im 16. Jahrhundert erbauten Festung sind das auffälligste Zeugnis ehemaliger Besiedlung. Daneben befindet sich ein neuzeitlicher Leuchtturm. Im Jahr 1959 wurde eine Bronzestatue der Maria Santissima Scala del Paradiso des Bildhauers Mario Ferretti auf der Insel errichtet.

## Flora und Fauna
Im Zentrum der Insel wachsen Zwergpalmen, die Flora an der Westküste ist reich, hier finden sich unter anderem Strand-Schiefblattwolfsmilch, Dünen-Trichternarzisse und Strand-Leimkraut.
Die Tierwelt der Insel wird von Kaninchen und Eidechsen dominiert, hinzu kommen zahlreiche Vogelarten, darunter Bluthänfling, Grünling, Stieglitz, Cistensänger, Schwarzkehlchen und Möwen. Die einst reiche Meeresfauna hat sich in den vergangenen Jahrzehnten verringert, so ist die früher hier heimische Unechte Karettschildkröte mittlerweile verschwunden. Im Meer um die Insel finden sich unter anderem noch Meeräschen, Wolfsbarsche, Meerbrassen, Flundern und Langusten.